# Gheorghe Buruiană
Gheorghe Buruiană (n. 1889 - d. 1933), cooperator, originar din Chișinău la data de 27 martie 1918 a votat Unirea Basarabiei cu România. Unele acte din 27 martie le semnează împreună cu Teodosie Bârcă ca Viceprețedinți ai Sfatului Țării.

## Sfatul Țării
Gheorghe Buruiană a fost membru al Sfatului Țării (precum nepoții săi), Parlamentul Moldovei între 1917 și 1918. La data de 27 martie 1918 Ion Cazacliu a votat Unirea Basarabiei cu România.

## Galerie de imagini

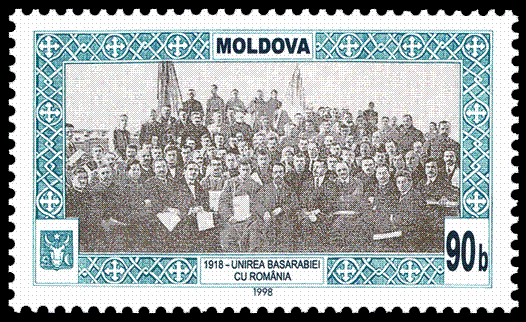
Moldovan stamp, 1998

## Vezi și
- Sfatul Țării
- Lista membrilor Sfatului Țării